# Izydora
Izydora – imię żeńskie pochodzenia greckiego. Oznacza „dar Izydy” i pochodzi od imienia Izydy, egipskiej bogini. 
Patronką tego imienia jest św. Izydora z Egiptu.
Męska forma: Izydor.
Izydora imieniny obchodzi 4 kwietnia i 1 maja.
W styczniu 2024 w rejestrze PESEL, wśród publicznie dostępnych danych, wykazano 202 kobiety o imieniu Izydora nadanym jako imię pierwsze oraz 217 kobiet noszących imię Izydora jako imię drugie. Dla porównania, najczęściej nadane imię żeńskie – Anna – nosi 1072616 osób.

## Imię Izydora w innych językach[7]
- łacina – Isidora
- angielski – Isidora
- czeski – Izidora, Isidora
- hiszpański – Isidora, Isidra
- rosyjski – Isidora
- słowacki – Izidora
- słoweński – Izidora.

## Kobiety o imieniu Izydora
- Isadora Duncan
- Isidora Sekulić.